# رود خانوی
رود خانوی (به لاتین: Khanui River) یک رود در مغولستان است که در استان بولگن واقع شده‌است.